# Alberto Volpi
Alberto Volpi (Saronno, 9 dicembre 1962) è un dirigente sportivo ed ex ciclista su strada italiano.
Da dilettante rappresentò l'Italia nella corsa individuale su strada alle Olimpiadi di Los Angeles del 1984. Professionista dal settembre 1984 al 1997, si aggiudicò la classifica giovani al Giro d'Italia 1985 e la Wincanton Classic 1993. 
Dopo il ritiro dall'attività ha ricoperto il ruolo di direttore sportivo per formazioni professionistiche tra cui Fassa Bortolo, Barloworld, Liquigas/Cannondale e Bahrain.

## Palmarès
- 1982 (dilettanti)

Coppa Colli Briantei
Rho-Macugnaga
1ª tappa Giro della Valle d'Aosta
- 1983 (dilettanti)

Coppa Colli Briantei
Gran Premio Santa Rita
1ª tappa Giro della Valle d'Aosta
4ª tappa Giro della Valle d'Aosta
- 1985 (Sammontana, una vittoria)

Gran Premio Città di Camaiore
- 1989 (Chateau d'Ax, due vittorie)

1ª tappa Giro di Calabria (Melito di Porto Salvo > Gioia Tauro)
Classifica finale Giro di Calabria
- 1993 (Mecair, una vittoria)

Wincanton Classic
- 1997 (Batik, una vittoria)

3ª tappa Volta ao Alentejo (Arraiolos > Castelo de Vide)

### Altri successi
- 1985 (Sammontana)

Classifica giovani Giro d'Italia

## Piazzamenti

### Grandi Giri
- Giro d'Italia

1985: 10º
1986: ritirato (16ª tappa)
1987: 23º
1988: 19º
1989: ritirato (11ª tappa)
1990: 38º
1992: 29º
1993: 24º
1994: 35º
1995: 45º
1996: ritirato (13ª tappa)
1997: 16º
- Tour de France

1989: non partito (13ª tappa)
1990: 74º
1995: 65º

### Classiche monumento
- Milano-Sanremo

1985: 84º
1986: 12º
1990: 45º
1992: 154º
1993: 51º
1994: 64º
1995: 46º
1996: 137º
- Liegi-Bastogne-Liegi

1987: 32º
1988: 64º
1989: 11º
1990: 21º
1991: 81º
1993: 14º
1994: 27º
1995: 36º
1997: 65º
- Giro di Lombardia

1984: 19º
1987: 22º
1988: 22º
1989: 12º
1990: 29º
1991: 6º
1992: 44º
1994: 19º
1997: 44º

### Competizioni mondiali
- Campionati del mondo su strada

Utsunomiya 1990 - In linea Professionisti: ritirato
- Giochi olimpici

Los Angeles 1984 - In linea: 13º